# Балашов
Балашов (рус. Балашов) град је у Русији у Саратовској области. Административни центар је центар Балашовског региона и железнички чвор југоисточне железнице. Према попису становништва из 2023. у граду је живело 72.900 становника.

## Географија
Град се налази на источној страни окраине окско-Донске равнице, на реци Хопјор, (притоци Дона), на раскрсници жежезничких линија Тамбов—Камишин и Поворино—Пенза.
Кроз Балашов протиче река Хопјор, која дели град на два неједнака дела: један, који се скоро у потпуности састоји из једноспратних дрвених кућа и веома подсећа на села средње Русије и други, у коме су углавном двоспратне и троспратне куће прављене од блокова и цигле.
У близини града се налази војни аеродром и војни град Восход (Балашов-13).

### Клима
| Клима Балашова                                                             | Клима Балашова | Клима Балашова | Клима Балашова | Клима Балашова | Клима Балашова | Клима Балашова | Клима Балашова | Клима Балашова | Клима Балашова | Клима Балашова | Клима Балашова | Клима Балашова | Клима Балашова |
| Показатељ \ Месец                                                          | .Јан.          | .Феб.          | .Мар.          | .Апр.          | .Мај.          | .Јун.          | .Јул.          | .Авг.          | .Сеп.          | .Окт.          | .Нов.          | .Дец.          | .Год.          |
| -------------------------------------------------------------------------- | -------------- | -------------- | -------------- | -------------- | -------------- | -------------- | -------------- | -------------- | -------------- | -------------- | -------------- | -------------- | -------------- |
| Апсолутни максимум, °C (°F)                                                | 7 (45)         | 8 (46)         | 19 (66)        | 31 (88)        | 34 (93)        | 39 (102)       | 40 (104)       | 39 (102)       | 34 (93)        | 26 (79)        | 18 (64)        | 10 (50)        | 40 (104)       |
| Средњи максимум, °C (°F)                                                   | −4,5 (23,9)    | −4,5 (23,9)    | 0,7 (33,3)     | 12,1 (53,8)    | 20,4 (68,7)    | 24,7 (76,5)    | 26,7 (80,1)    | 25,0 (77)      | 18,4 (65,1)    | 10,1 (50,2)    | 0,8 (33,4)     | −4,0 (24,8)    | 10,6 (51,1)    |
| Просек, °C (°F)                                                            | −7,9 (17,8)    | −8,3 (17,1)    | −3,0 (26,6)    | 7,9 (46,2)     | 15,9 (60,6)    | 20,4 (68,7)    | 22,7 (72,9)    | 21,1 (70)      | 14,9 (58,8)    | 7,0 (44,6)     | −1,7 (28,9)    | −7,2 (19)      | 6,9 (44,4)     |
| Средњи минимум, °C (°F)                                                    | −11,5 (11,3)   | −12,4 (9,7)    | −6,9 (19,6)    | 3,3 (37,9)     | 10,4 (50,7)    | 15,1 (59,2)    | 17,7 (63,9)    | 16,4 (61,5)    | 10,7 (51,3)    | 4,0 (39,2)     | −4,1 (24,6)    | −10,6 (12,9)   | 2,8 (37)       |
| Апсолутни минимум, °C (°F)                                                 | −38 (−36)      | −36 (−33)      | −33 (−27)      | −17 (1)        | −6 (21)        | 0 (32)         | 5 (41)         | 2 (36)         | −6 (21)        | −15 (5)        | −27 (−17)      | −34 (−29)      | −38 (−36)      |
| Извор: Метеостатистика для Саратовской области Календарь Приволжского УГМС |                |                |                |                |                |                |                |                |                |                |                |                |                |

## Историја
Балашов је основан почетком XVII века, прво као пољопривредно добро, а потом као село. Указом императорке Јекатерине II из 1780. године, Балашову је додељен статус окружног града и балашовски округ је ушао у састав саратовске губерније.
Железничка пруга Харков-Балашов је отворена 1895. године.
Када су 1928. године укинуте губерније и окружни градови, Балашов постаје центар балашовског рејона и балашовског округа њижње-волжског краја.
Од 1936. године Балашов је у саставу саратовске области.
Од 1954. до 1957. Балашов је био административни центар Балашовске области, образоване од делова територије вороњешке, саратовске, стаљинградске и тамбовске области.

## Становништво
Према прелиминарним подацима са пописа, у граду је 2010. живело 82.222 становника, 16.108 (16,38%) мање него 2002.
| 1939.  | 1959.  | 1970.  | 1979.  | 1989.  | 2002.  | 2010.  |
| ------ | ------ | ------ | ------ | ------ | ------ | ------ |
| 47.686 | 64.349 | 83.110 | 93.067 | 97.047 | 98.330 | 82.227 |